# Otto Schwerdt (Autor)
Otto Jehoschua Schwerdt (* 3. Januar 1923 in Braunschweig; † 30. Dezember 2007 in Regensburg) war Vorsitzender der Israelitischen Kultusgemeinde in Regensburg, des Landesausschusses der Israelitischen Kultusgemeinden in Bayern und Autor.

## Leben
Otto Jehoschua Schwerdt wurde 1923 in Braunschweig geboren. Seine Mutter war Eti Schwerdt, geb. Udelsmann (1896–1943) und sein Vater Max (Moshe) Schwerdt (1998–1955). Otto Schwerdt hatte eine Schwester namens Meta Schwerdt (1920/21–1943) und einen Bruder, Siegfried Samuel Schwerdt (1923–1943). Er besuchte mit seinen Geschwistern neben der deutschen Schule einmal wöchentlich den jüdischen Religionsunterricht. Nach dem Erlass der Nürnberger Gesetze siedelte seine Familie zunächst nach Berlin und 1936 nach Kattowitz in Polen um Oberschlesien. Seine Eltern stammten ursprünglich aus Polen, deshalb war die Einreise unproblematisch. Otto Schwerdt machte zu dieser Zeit eine Malerlehre.
Die finanzielle Lage der Familie besserte sich schlagartig, als sie im Lotto ein kleines Vermögen gewannen. Sie zogen in eine größere Wohnung, leisteten sich einen Urlaub und Max Schwerdt stieg in das Eisenerzgeschäft ein. Doch am 1. September 1939 griffen die Deutschen Polen an, kurze Zeit später musste die Familie Schwerdt ihre Wohnung aufgeben und in das Ghetto Dombrowa ziehen. „Man wies uns ein Zimmer innerhalb einer Wohnung zu. Jeder Winkel im Ghetto war überfüllt mit Menschen. […] die Nazis beschränkten die Versorgung des Ghettos mit Lebensmitteln […] ich bin schrecklich durcheinander und aufgewühlt. […] Unser Leben wird immer schwieriger. […] Wir Jugendlichen waren [auch] hungrig nach geistiger Nahrung und gründeten eine Art zionistische Zelle. Wir diskutierten stundelang über [...] Musik, Tanz, Politik, unsere unabänderliche Lage.“
1941 wurde Otto Schwerdt zusammen mit seinem Freund Heniek Macner vom Polizeihauptwachtmeister Knoll, in das Durchgangslager Sosnowitz und dann in das Zwangsarbeitslager Gross-Masselwitz bei Breslau, wo große Flugzeughallen gebaut wurden, gebracht. „Die Hoffnung, meine Eltern und Geschwister wiederzusehen, half mir, die Zeit im Lager ein wenig besser zu ertragen.“
Nach etwa vier Monaten kam Otto Schwerdt, dank eines erfolgreichen Bestechungsversuchs seines Vaters, zurück in das Ghetto Dombrowa. „Das Ghetto erschien mir nach der Zeit im Zwangsarbeitslager wie ein kleines Paradies. Es war ein Nachhausekommen.“
Im Mai 1943 wurde das Ghetto aufgelöst, die Familie wurde daraufhin in das Ghetto Neu-Srodula gebracht. Am 1. August 1943, einem Sonntag um Mitternacht, wurde auch dieses Ghetto von der SS, der Wehrmacht und auch der volksdeutschen Polizei aufgelöst. „Plötzlich ist keine Hektik mehr unter uns, nur noch unvorstellbare, grausame Angst. Wir selbst können nichts mehr tun. Wir können nur warten, was sie mit uns tun werden. Kinder [laufen] ziellos hin und her. Sie weinen und suchen ihre Eltern. Viele dieser Kinder sterben in dieser Nacht.“ Otto Schwerdt versteckte sich in dieser Nacht, wurde aber am nächsten Tag entdeckt und nach Bedzin gebracht. Am 2. August 1943 wurde Schwerdt, genau wie sein kleiner Bruder Sigi und sein Vater, von den Nationalsozialisten in das Konzentrationslager Auschwitz-Birkenau deportiert. Seine Mutter und Schwestern kamen ins Frauenlager und wurden genau wie sein Bruder von den Nationalsozialisten ermordet.
Otto und Max Schwerdt konnten mit einem Gefangenentransport Auschwitz-Birkenau verlassen. Sie kamen ins Arbeitslager Fünfteichen. Im Januar 1945 wurde Fünfteichen evakuiert und Häftlinge wurden ins Konzentrationslager nach Groß-Rosen gebracht. Otto Schwerdt und sein Vater wurden wenige Tage später in das Lager Leitmeritz gefahren, das größte Außenlager des Konzentrationslagers Flossenbürg, gleich neben Theresienstadt. Im Mai 1945 wurden er und sein Vater aus Theresienstadt befreit.
Otto Schwerdt machte nach seiner Befreiung sein Abitur in Weiden und studierte zwei Semester Chemie an der Philosophisch-Theologischen Hochschule in Regensburg. Doch er verließ Regensburg und ging nach Israel. Während des Unabhängigkeitskrieges war er Soldat in der israelischen Armee und kämpfte im Unabhängigkeitskrieg des Staates Israel.
1949 heiratete Schwerdt in Israel seine Frau Gela. Sie bekamen insgesamt drei Kinder, Tochter Eti (geb. 1949), Sohn Roni (geb. 1952) und Mascha (geb. 1957).

## Engagement gegen das Vergessen
1954 kehrte Schwerdt nach Deutschland zurück, arbeitete in Regensburg im Betrieb seines Vaters und engagierte sich in der dortigen jüdischen Gemeinde.
Viele Jahre lang war er Vorstand der jüdischen Gemeinde Regensburg und Landesausschussvorsitzender der Israelitischen Kultusgemeinde Bayern. Zudem war er Mitglied des Rundfunkrates in Bayern.
1998 veröffentlichte er unter dem Titel Als Gott und die Welt schliefen seine Autobiografie, die er in Zusammenarbeit mit seiner jüngsten Tochter Mascha Schwerdt-Schneller verfasst hatte. In einer Vielzahl von Vorträgen an Schulen erzählte er seine Lebensgeschichte, um die Erinnerung an den Holocaust wach zu halten.
Am 30. Dezember 2007 verstarb Otto Schwerdt in Regensburg im Alter von 84 Jahren.

## Ehrungen
2001 erhielt Schwerdt als erster Preisträger den von der katholischen Friedensbewegung Pax Christi verliehenen Preis für Zivilcourage für seinen „Einsatz gegen das Vergessen“.
Für seine Verdienste wurde Schwerdt 2006 mit dem Bayerischen Verdienstorden und 2003 mit der Silbernen Bürgermedaille der Stadt Regensburg ausgezeichnet; er war auch Träger des Bundesverdienstkreuzes.
Anfang 2008 regte die Regensburger ÖDP an, eine Straße nach ihm zu benennen.
Im März 2009 wurde die Ganztageshauptschule in Regensburg-Burgweinting in Otto-Schwerdt-Schule umbenannt.